# Jazzit
Das Jazzit („Jazz im Theater“) ist ein Salzburger Jazzclub (im Keller des Volksheims der Kommunistischen Partei Österreichs). Das Programm des Jazzit verlässt häufig den Rahmen eines typischen Jazzclubs und bietet Raum für Experimentelles aus dem Bereich der elektronischen Musik.

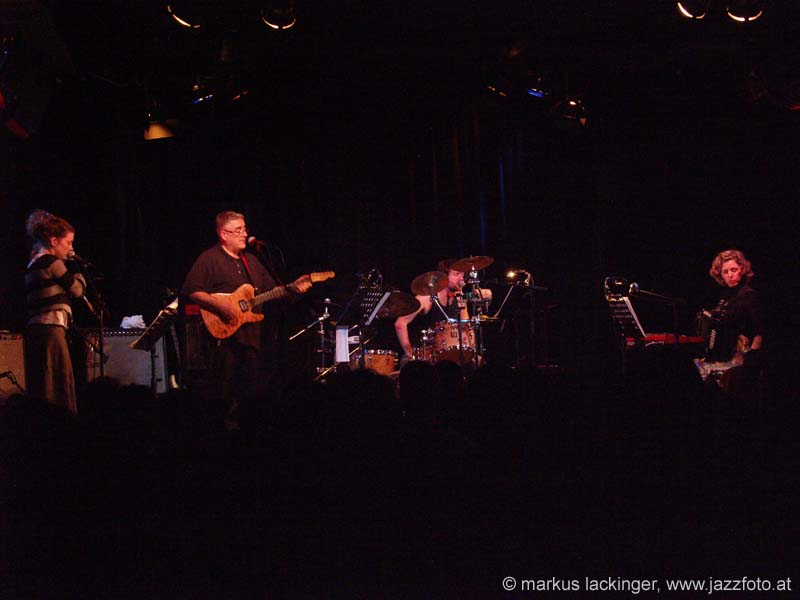
Cosa Brava 2008 im Jazzit. Von links nach rechts: Carla Kihlstedt, Fred Frith, Matthias Bossi und Zeena Parkins

Der Club wurde im Februar 2002 eröffnet. In den ersten fünf Jahren konnten bereits mehr als 80.000 Besucher verzeichnet werden. Die Dienstag-Sessions sind – bei freiem Eintritt – ein Fixpunkt für viele Besucher und Musiker geworden. Es entstand eine eigene CD-Reihe, und der Nachwuchsverein Jazzbase hat sich zu einem interessanten Partner entwickelt.
Jeden ersten Sonntag im Monat läuft um 20.00 Uhr auf Radiofabrik 107,5 (Live-Stream: www.radiofabrik.at) das Jazzit-Radio: Eine Stunde mit aktuellen Hörbeispielen, musikalischen Fundstücken, Lieblingsnummern und Studiogästen, die von Eva Altenbuchner und Harald Gaukel gestaltet und moderiert wird.
Im Jänner 2006 erhielt das Jazzit den Salzburger Landeskulturpreis. Am 10. Februar 2006 konnten vier Jahre Jazzit gefeiert werden – am 7. April 2006 25 Jahre Jazz im Theater. Zwischen den beiden Eckdaten wurden befreundete Kulturstätten und ehemalige Gastgeber eingeladen, im Jazzit zu veranstalten. Am 15. November 2006 wurde die Ö1 / WDR 5 Jazznacht in einer achtstündigen Live-Übertragung aus dem Jazzit gesendet.

## Vorgeschichte
Auf der Elisabethbühne, damals noch in der Plainstraße 42, fand am 7. April 1981 das erste Konzert von „Jazz im Theater“ statt. Auf dem Programm stand das Doug Hammond Trio mit Doug Hammond am Schlagzeug, Muneer A. Fataah am Cello und dem damals noch kaum bekannten Steve Coleman am Saxophon.  Jazzgrößen wie Lester Bowie, David Murray, Henry Threadgill, Cecil Taylor, Steve Coleman, Marc Ribot und Louis Sclavis traten im Keller der Elisabethbühne in den nächsten Jahren auf. Als legendär gelten auch die Auftritte von Dino Saluzzi, Ernst Jandl, Werner Pirchner und Moondog. 1990 wurde die Veranstaltungsreihe von Jazz im Theater - ars nova übernommen.
1996 übersiedelte die Elisabethbühne in den renovierten Petersbrunnhof. Am 12. Mai 1996 fand das letzte Konzert auf der alten Elisabethbühne statt: Accordion Festival Project 96 Guy Klucevsek (USA) / Otto Lechner (Österreich) / Bratko Bilic (Slowenien) / Maria Kalaniemi (Finnland) / Lars Hollmer (Schweden). 1997 begann die Suche nach einem eigenen Veranstaltungsraum. Der langjährige Sponsor – die Privatbrauerei Josef Sigl in Obertrum – finanzierte schließlich den Umbau vor. Für die technische Ausstattung wurden Mittel aus dem Budget von Stadt und Land Salzburg und dem Bund bereitgestellt. Im November 2001 begannen die Umbauarbeiten im Volksheim. Neben dem Saal entstand ein gesondert verpachtetes Lokal, das täglich (außer Montag) geöffnet ist.

## Partnerschaften
Das Jazzit ist Mitglied im Dachverband Salzburger Kulturstätten.